# Acanthochitona discrepans
Acanthochitona discrepans är en blötdjursart som först beskrevs av Brown 1827.  Acanthochitona discrepans ingår i släktet Acanthochitona och familjen Acanthochitonidae. Inga underarter finns listade i Catalogue of Life.